# Ideafix i els irreductibles (còmic)
Ideafix i els irreductibles (Idéfix et les Irréductibles en francès), és una sèrie de còmics francesa, derivada d'Astèrix i la sèrie de televisió amb el mateix nom.

## Argument
Té lloc a l'any 52 aC a Lutècia, dos anys abans que l'Ideafix conegués l'Astèrix i l'Obèlix davant d'una carnisseria de la mateixa ciutat gal·la.
Després de la derrota del líder gal Camulogen contra el general Labiè, l'Ideafix organitza la resistència amb els irreductibles, una colla d'animals d'allò més entranyables i divertits per defensar la ciutat gal·la contra l'ocupant romà.

## Llibres
Els còmics són editats en català per l'editorial Salvat.
1. A baix els romans! (2021)[3]
2. Els romans han begut oli! (2022)[4]
3. Que bé que s'està a Lutècia! (2022)[5]
4. Els irreductibles munten un circ (2023)[6]

## Personatges
- Ideafix: L'heroi d'aquestes aventures. D'intel·ligència viva i dotat d'un olfacte extraordinari, encapçala la banda d'animals irreductibles en la resistència contra la romanització de Lutècia, Només l'empipa una cosa: que li diguin que és petit.[7]
- Turbina: És la gossa més ràpida de Lutècia. Sempre està a punt per ajudar l'Ideafix, però tan aviat com el seu amic li explica els seus plans, ja se n'ha oblidat.[7]
- Devòrix: És el forçut de la banda. Per a ell, no hi ha res com topar amb la colla de gossos romans per fer-los volar pels aires. Originari de Tolosa, es torna boig per les salsitxes dels seus amos xarcuters Pollàstrix i Patateta.[7]
- Picarina: És una gata independent, segura de si mateixa i eixerida que coneix tots els racons de Lutècia. I quan treu les ungles esmolades, els gossos romans no les tenen totes.[7]
- Voldenix: Aquest mussol viu amb el druida Amnèsix, que se n'ha anat a viure al mig del bosc per fugir dels romans. Mentre observa el seu amo, s'imagina que ell també és druida i barreja ingredients per preparar pocions que mai no tenen els efectes desitjats.[7]
- Asmàtix: És un colom lutecià molt, molt vell. Un veterà de les batalles gal·les que resultà ferit mentre transportava missatges al cap gal vençut Camulogen. Dipositari de la memòria de Lutècia, transmet els seus coneixements als irreductibles i, com tots els coloms, no es resisteix a una molleta de pa llançada a terra.[7]